# Rozka Štefan
Rozka Štefan slovenska jezikoslovka in prevajalka, * 26. avgust 1913, Ljubljana, † 18. januar 2011.
Rozka Štefan je bila prva slovenska polonistka in prevajalka poljske književnosti.

## Življenje
Rodil se je očetu obrtniškemu pomočniku Ivanu in materi Elizabeti (rojena Lesica). Oče je padel v prvi vojni. Leta 1931 je končala gimnazijo v Ljubljani in se odločila za študij slavistike. Zaradi težavne družinske situacije (oče ji je umrl na fronti v Galiciji) si je morala šolanje plačevati sama. Kot absolventka slavistike je leta 1938 prejela štipendijo slavističnega društva na Jagelonski univerzi na Poljskem, kjer je vodila lektorat slovenskega jezika. Leta 1940 je diplomirala na temo Adama Mickiewicza in Matije Čopa. V času nemške okupacije se je v Ljubljani pridružila ilegalni Osvobodilne fronte (OF). Decembra 1943 je bila zajeta, bila dva meseca zaprta v Ljubljani in odpeljana v nemško žensko koncentracijsko taborišče Ravensbrück, nato pa v podružnico v Barth, kjer je ostala petnajst mesecev. Grozote, ki jih je doživljala v koncentracijskem taborišču, so ji koristile pri prevajanju Mickiewiczeve dramske pesnitve Praznik mrtvih in črtic Medaljoni Zofie Nałkowske. 
Po drugi svetovni vojni je bila dve leti upravnica Slovanske knijižnice v Ljubljani. Od leta 1947 pa je postala lektorica poljskega jezika na Univerzi v Ljubljani.

## Delo
Je avtorica številnih publikacij o poljski književnosti od obdobja romantike do novejše poljske književnosti. Leta 1960 je izdala oris zgodovine poljske literature v slovenskem jeziku Poljska književnost. Leta 1969 je izdala učbenik Poljskega jezika za Slovence. V svojih razpravah je opisala razmerje med poljsko in slovensko književnostjo v času romantike, vpliv Prešerna in Čopa, za prevod Adama Mickiewicza, Juliusza Słowackega, Zofie Nałkowske pa je dobila tudi nagrado. 
Napisala je prvi poljski učbenik, ki je vključeval fonetiko, morfologijo poljskega jezika in podobnost s slovenskim jezikom na tej ravni. 
V krogu jezikoslovcev na Fakulteti za humanistične študije je izvajala vrsto predavanj o podobnosti z vidika fonetike in fonologije med slovensko in poljsko literaturo. Rozka Štefan je predstavila nov pogled teorije prevajalstva, saj je verjela, da je prevajalstvo pomemben element učenja in uporabe jezika. Predstavila je pomembne razlike med slovensko in poljsko romantiko (Mickiewicz in Čop, NS 1955, Prešeren in Mickiewicz, SR 1963, Juliusz Słowacki, JS 1959), predstavila posebnosti poljskega modernizma (Žeromski - Reymont, NS 1955, Stanisław Wyspiański, JS 1957, Poljski lirik Leopold Staff, JS 1967.) Pisala je tudi o sodobnih tokovih poljske književnosti (O novejši poljski poeziji, NS 1959). Napisala je gesla o poljskih pisateljih za izdajo leksikona Cankarjeve založbe in obveščala bralce o sprejetju slovenskih leposlovnih del kot del kanonizrane poljske literature (Slovenske pesmi in novele v poljščini, NS 1961, Cankar pri Poljakih, SR 1969).
Zanimala se je tudi za belorusko književnost. V enem od svojih člankov je podala hipotezo o nastanku in razvoju beloruske književnosti. Leta 1975 je na literarnem večeru v Minsku predavala na temo o pomenu Mickiewicza v slovenski književnosti.
Največ pozornosti je Rozka Štefan posvečala preučevanju zgodovinskih in literarnih procesov pred obdobjem romantike in med samim obdobjem, s poudarkom na stikih med slovensko in poljsko literaturo. Največjo prepoznavnost je dosegla na področju prevajalstva, in sicer s prevodi del Adama Mickiewicza, lirike Slowackega in Leopolda Staffa, izbranih del Czeslawa Milosza, Galczyńskega in še mnogo prevodov 1500 poljskih pesnikov, ki so pisali med drugo svetovno vojno (antologija Alarm, Borec 1992). Njen največji dosežek je prevod epske pesnitve Adama Mickiewicza Pan Tadeusz (Gospod Tadej), (1974).
Urejala je tudi učbenike, in sicer Sodobno berilo za višje razrede srednjih šol ter Slovensko berilo I-IV (1950-54).
Leta 1974 je Rozka Štefan za svoje delo dobila nagrado poljskega ministra za časten prispevek k poljski literaturi. V naslednjem letu je dobila nagrado poljskega društva Avtorji ZAiKS. Leta 1977 je dobila Poljsko odlikovanje za zasluge Republike.
Leta 1977 se je upokojila, vendar je ostala dejavna članica raziskovalne skupine, ki obravnava povezave med slovensko in poljsko literaturo, ki je bila kasneje vključena v Raziskovalni inštitut ZRC SAZU Univerze v Ljubljani.

### Učbeniki
- Pregled ruske književnosti (skupaj z Vero Brnčič). Skripta Višje pedagoške šole. Ljubljana: DZS, 1951. (COBISS)
- Učbenik poljskega jezika (sourednica  z Wladysławom Łaciakom). Ljubljana: DZS, 1969. (COBISS)
- Poljski pogovori (sourednica z Władysławom Łaciakom). Ljubljana: DZS, 1969. (COBISS)
- Poljska književnost. Ljubljana, DZS, 1960. (COBISS)

### Prevodi
- Zofia Nałkowska, Medaljoni - Ljubljana, CZ 1963. (COBISS)
- Maria Bobrownicka, Poljska slavistika po drugi svetovni vojni - Jezik in slovstvo (1964/65). (COBISS)
- Adam Mickiewicz, Gospod Tadej (Prevod, spremna beseda in pojasnila) - Ljubljana, DZS, 1974. (COBISS)
- Tone Pretnar, Alarm. Poljska poezija 1939-1945. Ljubljana 1992. (COBISS)

Prevajala je tudi radijske avdicije različnih poljskih avtojev ter  več pesniških zbirk (Julian Przyboś, Czesław Miłosz, Wisława Szymborska).